# أحمد البسيري
أحمد البسيري (مواليد عام 1937م بمدينة أزيلا)، هو عقيد عسكري متقاعد وكاتب مهتم بالتاريخ مغربي. كان ضمن الرعيل الأول من المغاربة الذين إلتحقوا بأكاديمية إسبانية عسكرية عريقة لدراسة فنون الحرب. والى جانب وظيفته العسكرية، انشغل بالتأليف حول الجيش المغربي عبر التاريخ. اختير عضوا في اللجنة المغربية للتاريخ العسكري عام 1996. كما يحرص أن يشير اليه والى مشاركته الميدانية في إخماد انتفاضة الريف 58، فضلا عن مشاركته في حرب الرمال، وانتقاله الى الصحراء المتنازع عليها بعد المسيرة الخضراء.

## من مؤلفاته
- كتاب: «الصفات القيادية والمهارات العسكرية للقائد المغربي الأمازيغي طارق بن زياد».[2]
- كتاب: «الأساليب التكتيكية العسكرية عبر تاريخ الحروب المغربية، من عهد الأدارسة إلى عهد العلويين قبل الحماية».[3]
- كتاب: «مصادر من التراث العسكري المخطوط بالمغرب».[4]
- كتاب: «مقاربة تحليلية لبعض القضايا الحربية في تاريخ المغرب».[5]